# إدوارد سيلاس
إدوارد سيلاس (بالهولندية: Edouard Silas)‏ هو ملحن هولندي، ولد في 22 أغسطس 1827 في أمستردام في هولندا، وتوفي في 8 فبراير 1909 في لندن في المملكة المتحدة.

## وصلات خارجية
- إدوارد سيلاس على موقع ميوزك برينز (الإنجليزية)
- إدوارد سيلاس على موقع ديسكوغز (الإنجليزية)